# Любовь не по размеру
«Любовь не по размеру» (фр. Un homme à la hauteur, Мужчина на высоте) — французская романтическая комедия 2016 года. Премьера в России состоялась 12 мая 2016 года. В 2017 году фильм был номинирован на премию «Globes de Cristal Awards» в категории «Лучшая актриса» (Виржини Эфира).

## Сюжет
Диана вместе с бывшим мужем Брюно работает в адвокатской конторе. Однажды ей звонит очень приятный незнакомец по имени Александр, который нашёл в кафе забытый ею мобильный телефон.
При первой встрече выясняется, что рост Александра — 136 см, «хотел бы казаться выше, но на самом деле только метр тридцать шесть». Однако он вовсе не робок с женщинами. Александр быстро располагает к себе Диану, он оказывается очень интересным в общении, внимательным, у него безупречные манеры и превосходное чувство юмора. Александр к тому же известный архитектор, сейчас по его проекту, например, строится здание оперного театра в Льеже.
Развитие отношений полно проблем. Александру, хотя он и не отдаёт себе в этом отчёта, приходится преодолевать собственную привычную уверенность в том, что высокая стройная блондинка — вариант, в котором у него a priori нет шансов. Диана периодически просто откровенно удивляется сама себе и очень стесняется окружающих. Её мать вообще считает Александра инвалидом и из-за этого с ней ссорится муж (отчим Дианы Филлип глух и потому инвалидом считает себя, а не Александра).
Но если действительно любишь — оказывается, для того, чтобы поверить в любимого, нужно прежде всего поверить в себя.

## В ролях
| Актёр                | Роль                                  |
| -------------------- | ------------------------------------- |
| Жан Дюжарден         | Александр архитектор                  |
| Виржини Эфира        | Диана Дюшен юрист                     |
| Седрик Кан           | Брюно Кассони юрист, бывший муж Дианы |
| Стефани Папанян      | Корали ассистентка Дианы и Брюно      |
| Сезар Домбой         | Бенджи сын Александра                 |
| Эдмон Франши         | Моник гувернантка Александра          |
| Мануэлль Гайар       | Николь мать Дианы                     |
| Бруно Гомила         | Филипп муж Николь, отчим Дианы        |
| Мириам Текайа        | Стефани                               |
| Франсуа-Доминик Блен | Себастиен пилот самолёта              |

## Отзывы
Фильм получил преимущественно негативные либо средние отзывы в основном среди англоязычных кинокритиков и зрителей, которые были недовольны простым сюжетом и игрой актёров. На сайте Rotten Tomatoes у фильма 39 % положительных рецензий на основе 36 отзывов, со средней оценкой 5/10, на сайте Metacritic — 48 баллов из 100 на основе 6 критических отзывов.
Однако в российском сегменте интернета фильм оказался крайне успешным и имеет противоположный результат. Так, на сайте afisha.ru 81,48 % положительных рецензий на основе 27 критических отзывов. Евгений Ухов описал фильм как лёгкую и непринуждённую комедию, где идеально гармонируют между собой как сами актёры, так и персонажи, которых они исполняют. Оксана Рузаева написала, что это хорошая комедия для просмотра без напряжения.